# Василий Юрьевич Косой
Васи́лий Ю́рьевич Косо́й (ок. 1403 — 1448) — князь Звенигородский (1421—1448), Великий князь Московский (1434), старший из четырёх сыновей великого князя Юрия Дмитриевича.

## Участие вмеждоусобной войне

### До великого княжения
Родился, по-видимому, в 1400-е годы: его родители поженились в 1400 году, а Василий был старшим сыном в семье.
Василий Косой начинает упоминаться в летописях с 1433 года. В этом году, вместе с братом Дмитрием Юрьевичем Шемякой, он пировал в Москве на свадьбе великого князя Василия Васильевича, во время которой Софья Витовтовна публично сорвала с Василия Юрьевича золотой пояс, якобы украденный в прошлом у Дмитрия Донского тысяцким Василием Протасьевичем и со временем попавший к Василию Косому.
Оскорблённые Юрьевичи немедленно ушли к отцу в Галич; по дороге они «пограбиша Ярославль и казны всех князей разграбиша».
В том же году Косой участвовал в битве его отца с великим князем на берегу реки Клязьмы. По занятии Юрием Москвы, народ стал перебегать к великому князю Василию в Коломну, данную ему Юрием по совету боярина Семёна Морозова. Юрьевичи убили этого боярина, считая его виновником неблагоприятного для них оборота дел, и бежали в Кострому. Между тем отец их примирился с Василием, уступив ему Москву и обещавшись не принимать к себе двух своих старших сыновей и не помогать им.
В произошедшей затем на берегу реки Кусь битве Юрьевичи взяли верх, а в 1434 году великий князь разорил Галич за то, что — в противность договору — войска Юрия участвовали в битве при реки Куси. Это обстоятельство восстановило связь между отцом и детьми.

### Великое княжение
После битвы в Ростовском княжестве Юрий Дмитриевич занял Москву, но вскоре скончался (5 июня 1434 г.), а его старший сын Василий Косой объявил себя великим князем, о чём извещал младших братьев своих, бывших тогда во Владимире, в погоне за Василием Васильевичем.
Младшие Юрьевичи не признали его княжения и послали в Нижний Новгород звать Василия Васильевича на великокняжеский стол, а старшему брату отвечали: «Если Богу не угодно было, чтобы княжил наш отец, то тебя-то мы и сами не хотим». При приближении соединённых князей к Москве, Василий Юрьевич, забрав казну отца, бежал в Новгород. Пробыв в Новгороде месяца полтора, Косой пошёл в Заволочье, потом в Кострому и начал готовиться к походу на великого князя. Побитый на берегу реки Которосли, он бежал в Кашин.

### Продолжение борьбы с Василием II
После недолговременного мира великий князь выступил против Василия Косого с его же братом, Дмитрием Красным.
Враги сошлись у села Скорятина, в Ростовской земле. Не надеясь на свои силы, Василий Юрьевич пустился на хитрости: желая «искрасти великого князя», он предложил ему перемирие до утра, что и было принято. Великий князь распустил своих ратников «кормов деля» (на фуражировку), а Косой, пользуясь этим, хотел напасть на него. Но Василий Васильевич был вовремя извещён о грозившей ему опасности, и московские полки успели благовременно собраться: 14 мая 1436 года Косой был разбит в битве на речке Черёхе, схвачен и приведён к великому князю, который отправил его в Москву. Часть вятчан, не успевшая вовремя прийти на помощь Косому, взяла в плен ярославского князя Александра Брюхатого. Взяв с него окуп, вятчане, однако, не освободили князя Александра. Василий Васильевич, узнав о таком вероломстве сподвижников Василия Юрьевича, приказал выколоть ему один глаз (после чего, по одной из версий, князь и получил прозвище «Косой»). Позднее в том числе за это сам Василий Васильевич был ослеплён (его глаза были выжжены оловом) братьями Василия Юрьевича (отчего князь получил прозвище «Тёмный»).
Затем летописи не говорят более о Василии Косом до самой кончины его, последовавшей, очевидно, в заточении, в 1448 году.

## Семья
Василий Юрьевич был женат на Анастасии, дочери Андрея Владимировича, князя Серпуховско-Радонежского, но потомство от этого брака не известно.

## В культуре
Является персонажем романа Николая Полевого «Клятва при гробе Господнем. Русская быль XV века» (1832).